# الیزابت اودیو بنیتو

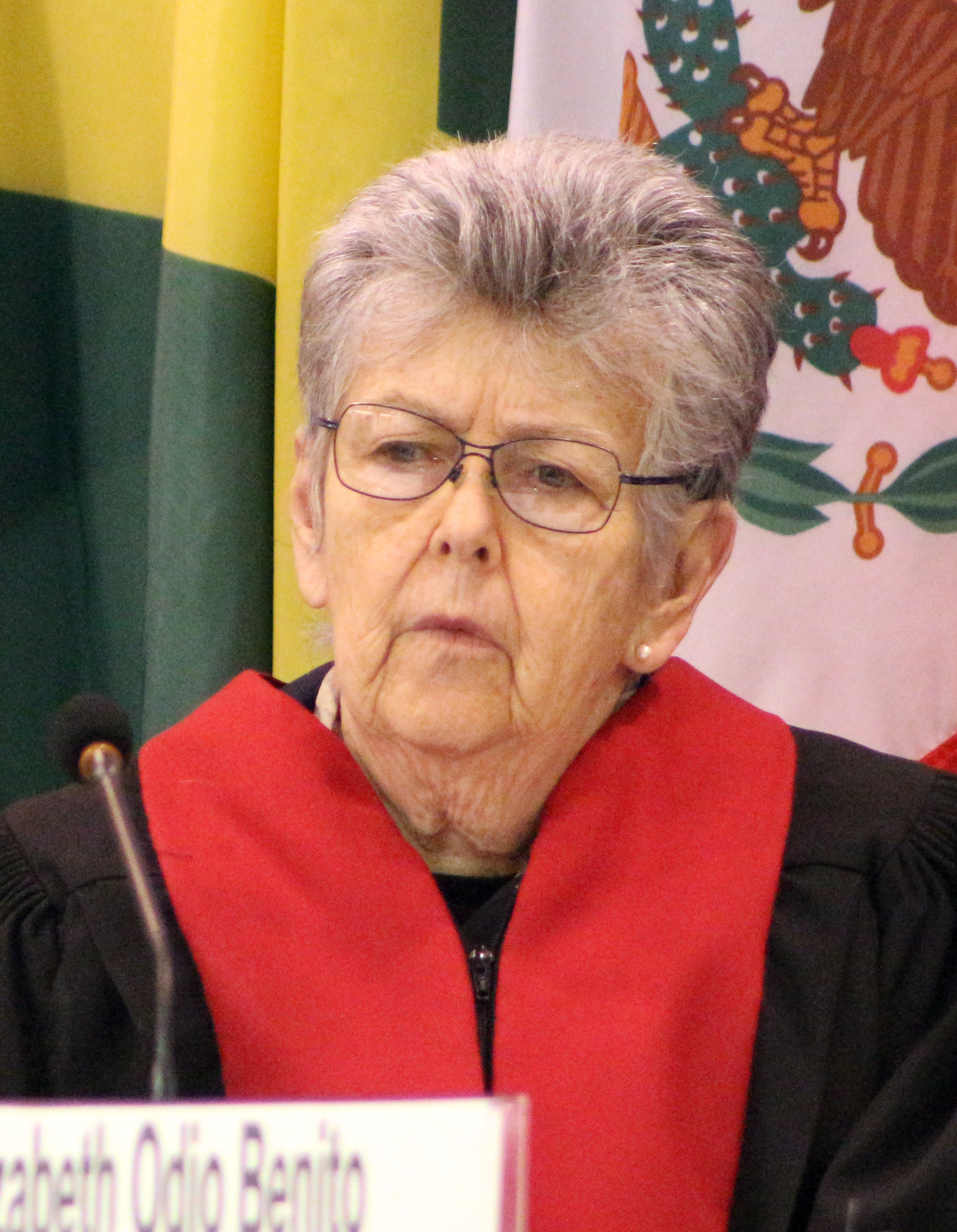

الیزابت اودیو بنیتو (انگلیسی: Elizabeth Odio Benito؛ زادهٔ ۱۵ سپتامبر ۱۹۳۹) یک قاضی و وکیل اهل کاستاریکا است.وی از سال ۲۰۰۳ تا ۲۰۰۶ معاون رئیس دیوان بین‌المللی کیفری بود.او قبلاً به عنوان قاضی در دادگاه کیفری بین‌المللی یوگسلاوی سابق خدمت می‌کرد و در کشور خود کاستاریکا دو بار به عنوان وزیر دادگستری منصوب شد و بعداً معاون رئیس‌جمهور شد. سابقه او به عنوان یک وکیل آکادمیک، متخصص در اجرای عدالت و حقوق بشر، به ویژه حقوق زنان است. 

## حرفه سیاسی در کاستاریکا
بنیتو از سال ۱۹۷۶ تا ۱۹۷۸ به عنوان منشی کانون وکلای دادگستری کاستاریکا کار کرد. او در سال ۱۹۷۸ به سمت دفاتر مشترک وزیر دادگستری و دادستان کل منصوب شد، که تا سال ۱۹۸۲ که حزب آزادیبخش ملی منصب ریاست جمهوری را از ان خود کرد در ان مقام باقی ماند. 
در سال ۱۹۹۰ او برای یک دوره چهار ساله دیگر به عنوان وزیر دادگستری، تحت ریاست‌جمهوری رافائل آنخل کالدرون فورنیه بازگشت.اوج فعالیت سیاسی داخلی او در سال ۱۹۹۸ با انتخاب او به عنوان معاون دوم رئیس‌جمهور در کنار رئیس‌جمهور میگوئل آنخل رودریگز و معاون اول رئیس‌جمهور آسترید فیشل وولیو بود. در این مدت او همچنین وزیر محیط زیست و انرژی بود 

## کار در حقوق بین‌الملل

### قاضی دادگاه کیفری بین‌المللی برای یوگسلاوی سابق، ۱۹۹۸–۱۹۹۳
مشارکت اودیو بنیتو در دادگستری بین‌المللی در دوره دوم وزیری او با انتصاب او به عنوان قاضی در دادگاه کیفری بین‌المللی یوگسلاوی سابق در سال ۱۹۹۳ آغاز شد. سهم عمده‌ای در این دادرسی‌ها، تلاش موفقیت‌آمیز اودیو بنیتو برای در نظر گرفتن تجاوز و سایر حملات جنسی به عنوان شکنجه بود.

### قاضی دادگاه کیفری بین‌المللی، ۲۰۱۲–۲۰۰۳
انتخاب اودیو بنیتو به دادگاه کیفری بین‌المللی بدون بحث نبود. نامزدی او ابتدا توسط کاستاریکا حمایت می‌شد، اما رئیس‌جمهور آبل پاچکو بدون هیچ توضیحی حمایت خود را پس گرفت. گروه‌های مختلف زنان در کمپین برای پذیرش مجدد او بسیج شدند. 

### قاضی دادگاه بین‌آمریکایی حقوق بشر
اودیو بنیتو از سال ۲۰۱۶ تا ۲۰۲۰ به عنوان قاضی دادگاه بین‌آمریکایی حقوق بشر خدمت کرد.او از سال ۲۰۱۸ تا ۲۰۲۰ به عنوان رئیس دادگاه بین‌آمریکایی حقوق بشر خدمت کرد. او دومین زنی بود که به این سمت رسید. 